# Quididade
Na filosofia escolástica, "quididade" (latim: quidditas) era outro termo para a essência de um objeto, literalmente seu "o que é".

## Etimologia
O termo quididade deriva da palavra latina quidditas, que foi usada pelos escolásticos medievais como uma tradução literal do termo equivalente no grego de Aristóteles para ti ên einai (τὸ τί ἦν εἶναι) ou "o que é deveria ser (uma determinada coisa)".

## Visão geral
Quididade descreve propriedades que uma substância específica (por exemplo, uma pessoa) compartilha com outras de sua espécie. A pergunta "o que (quid) é isso?" pede uma descrição geral por meio de pontos em comum. Isto é quididade ou “o quê” (ou seja, é “o que é”). A quididade foi frequentemente contrastada pelos filósofos escolásticos com a hecceidade ou "isto" de um item, que deveria ser uma característica positiva de um indivíduo que o fazia ser este indivíduo, e nenhum outro. É usado neste sentido no poema "Quiddity" do poeta britânico George Herbert. Exemplo: O que é uma “árvore”? Só podemos ver árvores específicas no mundo que nos rodeia – a categoria “árvore” que inclui todas as árvores é uma classificação nas nossas mentes, não empírica e não observável. A quididade de uma árvore é o conjunto de características que a tornam uma árvore. Isso às vezes é chamado de "árvore". Esta ideia caiu em desuso com o surgimento do empirismo, precisamente porque a essência das coisas, aquilo que as torna o que são, não corresponde a nenhum observável no mundo que nos rodeia. Nem pode ser alcançado logicamente.